# Sewliewo (gmina)
Sewliewo (bułg. Община Севлиево) – gmina w centralnej Bułgarii, w obwodzie Gabrowo.

## Miejscowości
Miejscowości wchodzące w skład gminy Sewliewo:
- Agatowo (bułg.: Aгатово),
- Batoszewo (bułg.: Батошево),
- Beriewo (bułg.: Бериево),
- Boazyt (bułg.: Боазът),
- Bogatowo (bułg.: Богатово),
- Burja (bułg.: Буря),
- Byłgari (bułg.: Българи),
- Chirewo (bułg.: Хирево),
- Damjanowo (bułg.: Дамяново),
- Debełcowo (bułg.: Дебелцово),
- Dismanica (bułg.: Дисманица),
- Djałyk (bułg.: Дялък),
- Dobromirka (bułg.: Добромирка),
- Duszewo (bułg.: Душево),
- Duszewski kolibi (bułg.: Душевски колиби),
- Drjanyt (bułg.: Дрянът),
- Enew ryt (bułg.: Енев рът),
- Gorna Rosica (bułg.: Горна Росица),
- Gradiszte (bułg.: Градище),
- Gradnica (bułg.: Градница),
- Idilewo (bułg.: Идилево),
- Karamiczewci (bułg.: Карамичевци),
- Kasteł (bułg.: Кастел),
- Korijata (bułg.: Корията),
- Kormjansko (bułg.: Кормянско),
- Kramolin (bułg.: Крамолин),
- Kruszewo (bułg.: Крушево),
- Krywenik (bułg.: Кръвеник),
- Kupen (bułg.: Купен),
- Łownidoł (bułg.: Ловнидол),
- Malinowo (bułg.: Малиново),
- Małki Wyrszec (bułg.: Малки Вършец),
- Marinowci (bułg.: Мариновци),
- Mładen (bułg.: Младен),
- Mleczewo (bułg.: Млечево),
- Petko Sławejkow (bułg.: Петко Славейков),
- Popska (bułg.: Попска),
- Rjachowcite (bułg.: Ряховците),
- Seliszte (bułg.: Селище),
- Sennik (bułg.: Сенник),
- Sewliewo (bułg.: Севлиево) – siedziba gminy,
- Stokite (bułg.: Стоките),
- Stołyt (bułg.: Столът),
- Szopite (bułg.: Шопите),
- Szumata (bułg.: Шумата),
- Tabaszka (bułg.: Табашка),
- Tumbałowo (bułg.: Тумбалово),
- Tyrchowo (bułg.: Търхово),
- Ugorelec (bułg.: Угорелец),
- Walewci (bułg.: Валевци),
- Wojniszka (bułg.: Войнишка).